# Buena Vista Alta (distrito)
Buena Vista Alta é um distrito peruano localizado na Província de Casma, departamento Ancash. Sua capital é a cidade de Buena Vista Alta.

## Transporte
O distrito de Buena Vista Alta é servido pela seguinte rodovia:
- PE-14, que liga o distrito de Casma à cidade de Huaraz[2][3][4]